# Coupe des énergies alternatives de la FIA 2009
Navigation
2008 2010
La Coupe des énergies alternatives de la FIA 2009 fut une saison de la Coupe des énergies alternatives de la FIA, comportant 6 manches au calendrier.
| Date              | Rallye                               | Vainqueur           |
| ----------------- | ------------------------------------ | ------------------- |
| 29 mars 2009      | 3e Rallye Monte-Carlo                | Raymond Durand      |
| 14 juin 2009      | Aria Nuova, Monza                    | Giuseppe Invernizzi |
| 26 juillet 2009   | Green Rally dei Laghi, Omegna        | Giuliano Mazzoni    |
| 20 septembre 2009 | 4° Ecorally San Marino-Vaticano      | Raymond Durand      |
| 29 septembre 2009 | Rallye Énergie Alternative, Montréal | Martyn Ouellet      |
| 9 octobre 2009    | Green Prix Eco Targa, Palerme        | Giuliano Mazzoni    |

## Classement pilotes
| Points | Pilote (Premières places)         |
| ------ | --------------------------------- |
| 48     | Raymond Durand                    |
| 36     | Giuliano Mazzoni                  |
| 20     | Martyn Ouellet, Vincenzo Di Bella |
| 16     | Luis Murguia                      |